# Edo (sprog)
 For alternative betydninger, se Edo. (Se også artikler, som begynder med Edo)
Edo (også kaldt Bini) er et Benue-Congo's sprog som tales i staten Edo i Nigeria af ca. 1.000.000 mennesker.